# Petter Karlsson (Musher)

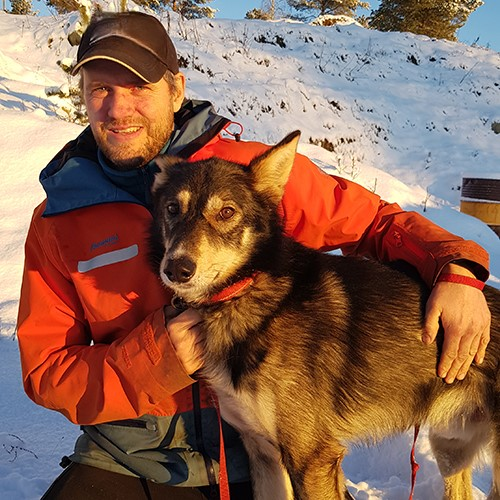
Petter Karlsson mit seinem Leithund Hog

Petter Karlsson (* 6. September 1975 in Slussfors, Schweden) ist ein schwedischer Musher und zweifacher Weltmeister im Schlittenhunde-Langdistanz-Rennen. Er hat Europas längstes Schlittenhunderennen, die Finnmarksløpet, bisher viermal (2016, 2018, 2023 und 2024) gewonnen. Bei seinem ersten Sieg war er der erste Nicht-Norweger, dem dieser Sieg gelungen ist.

## Sportliche Karriere
Karlssons Mushing-Karriere begann in den späten 1990er Jahren. Im Jahr 2005 gewann er die Europameisterschaft in der Mid Distanz in Hamar, Norwegen.
In den letzten Jahren nahm Karlsson hauptsächlich an Langsdistanzrennen teil. Im Jahr 2008 gewann er die La Grande Odyssée Savoie Mont Blanc mit einer Zeit von 36:03:51.
Im Jahr 2016 gewann er zum ersten Mal das längste Schlittenhunderennen Europas, die Finnmarksløpet. Er war der erste Nicht-Norweger, dem dieser Erfolg gelang und brach damit die norwegische Dominanz in dieser Sportart. Im Jahr darauf gewann er auch die Femundløpet.
2018 kehrte der Schwede zum Finnmarksløpet zurück und konnte einen Sieg mit 7 Minuten Vorsprung vor der Norwegerin Birgitte Næss erringen.
Karlsson lag in Führung, als das Rennen 2020 wegen der Covid-Pandemie abgebrochen werden musste. Auch in den Folgejahren wurde das Rennen wegen der Pandemie abgesagt.
Die Finnmarksløpet 2023 stellte auch gleichzeitig die Weltmeisterschaft auf der Langstrecke dar, die Karlsson mit einer Zeit von 6 Tagen 19 Stunden 35 Minuten gewann.
Im Jahr 2024 gewann er den Finnmarksløpet zum vierten Mal in einer Zeit von 7 Tagen 9 Stunden 30 Minuten. Zusätzlich zu diesem Sieg wurde er von den Tierärzten des Rennens mit dem Best Dog Care Award ausgezeichnet.
2025 siegte er erneut in der Langdistanz der Femundløpet und konnte damit seinen Weltmeistertitel aus dem Jahr 2023 verteidigen. Bei diesem Sieg stellte er zudem eine neue Bestzeit mit 65h33m00 auf.
Karlssons Hunde haben auch an zahlreichen Rennen mit anderen Mushern teilgenommen, bei denen sie hervorragende Ergebnisse erzielt haben.

## Auszeichnungen
Zusätzlich zu den verschiedenen Siegen in seiner Karriere wurde Karlsson mit mehreren Sportpreisen ausgezeichnet. Im Jahr 2024 wurde er vom Schwedischen DRAGHUNDSPORTFÖRBUNDET mit Segebadenplaketten für seine sportlichen Leistungen geehrt. Er ist der Erste seit 11 Jahren, der diese Auszeichnung erhält.
Bei der Finnmarksløpet 2024 wurde Karlsson außerdem mit dem Best Dog Care Award geehrt, einer Auszeichnung, die von den offiziellen Renntierärzten an den Musher vergeben wird, der während des gesamten Rennens die größte Fürsorge für seine Hunde gezeigt hat.

## Persönliches
Karlsson ist auch in der Zucht von Alaskan Huskies aktiv und bietet 5-Tages-Touren sowie Expeditionen für Gäste an. Sein Kennel umfasst derzeit ca. 90 Hunden. Neben dem Hundeschlittenfahren ist Karlsson auch Landwirt. Er ist verheiratet und hat drei Kinder. Er lebt mit seiner Familie in Slussfors, Schweden.

## Sportliche Erfolge
| Year | Pos | Race                  | Distance  | Time        | Notes             | Ref    |
| ---- | --- | --------------------- | --------- | ----------- | ----------------- | ------ |
| 2005 | 1   | European Championship | 3 × 48 km | 00d 05h 48m |                   | [ 5 ]  |
| 2008 | 1   | La Grande Odyssée     | 900 km    | 01d 12h 03m |                   | [ 7 ]  |
| 2011 | 2   | Amundsen Race         | 349 km    | 01d 02h 46m |                   | [ 25 ] |
| 2013 | 2   | Amundsen Race         | 307 km    | 00d 20h 17m |                   | [ 26 ] |
| 2016 | 1   | Finnmarksløpet        | 1047 km   | 06d 00h 03m |                   | [ 27 ] |
| 2017 | 1   | Femundløpet           | 600 km    |             |                   | [ 11 ] |
| 2018 | 1   | Finnmarksløpet        | 1209 km   | 07d 02h 47m |                   | [ 14 ] |
| 2023 | 1   | Finnmarksløpet        | 1209 km   | 06d 19h 35m | Weltmeisterschaft | [ 14 ] |
| 2024 | 1   | Finnmarksløpet        | 1243 km   | 09d 07h 30m |                   | [ 14 ] |
| 2025 | 1   | Femundløpet           | 610 km    | 2d 17h 33m  | Weltmeisterschaft | [ 20 ] |